# Ла-Порт (Индиана)
Ла-Порт (англ. La Porte) — город и административный центр одноимённого округа в штате Индиана в Соединённых Штатах Америки.
Согласно данным переписи населения США 2020 года число жителей города 
составляло 22 471 человек.

## История
Поселение Ла-Порт было основано в июле 1832 года; когда Авраам П. Эндрю, купивший здесь участок земли, построил на ней первую лесопилку. Первый колонист прибыл в октябре, построив постоянную хижину к северу от того, места, которое станет позднее площадью перед зданием окружного суда.

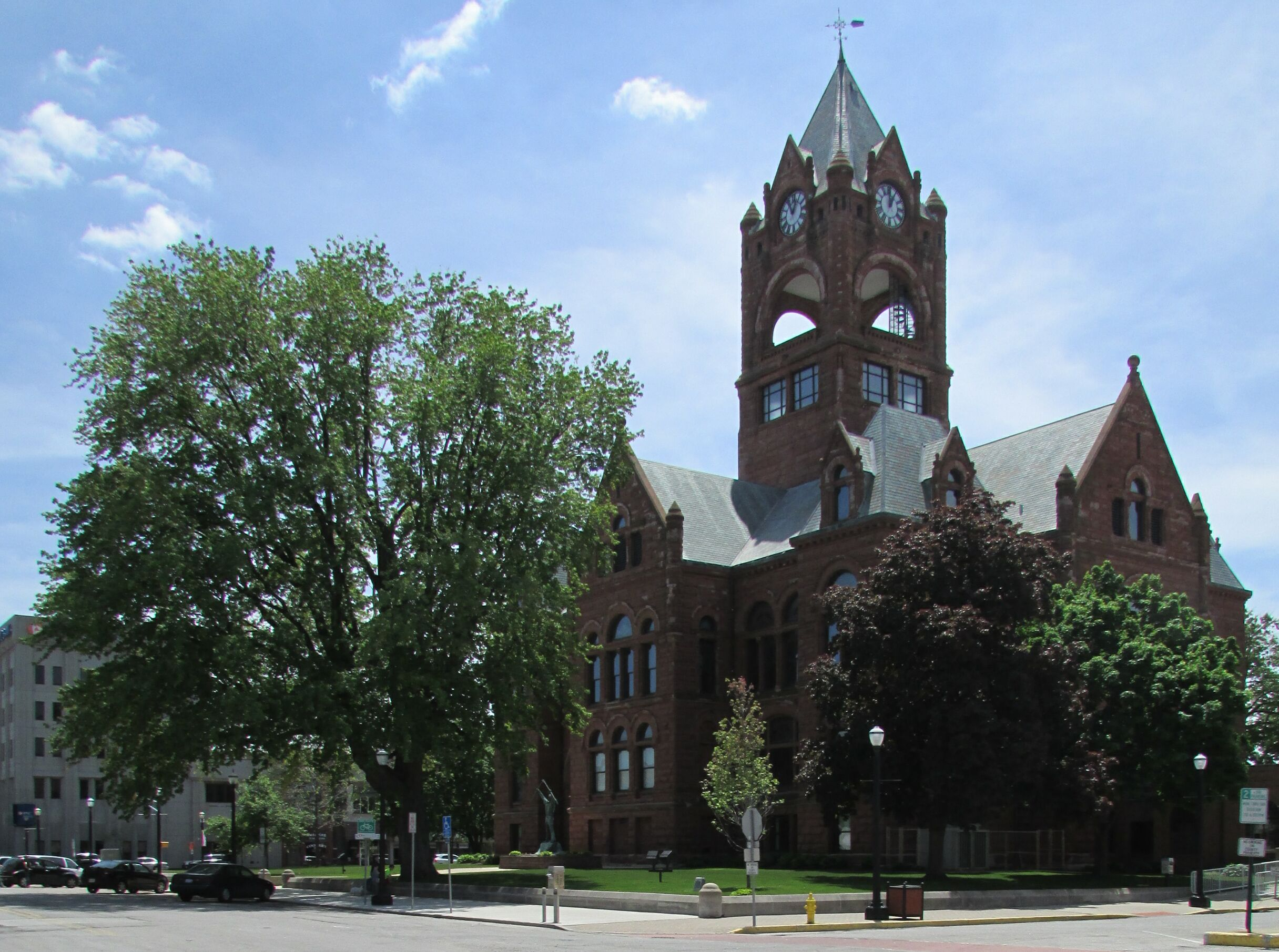
Здание окружного суда

К 1836 году поселение разрослось до такой степени, что Ла-Порт получил статус города, а на следующий год здесь была основана собственная газета. Медицинская школа Ла-Порте, первая в своем роде на Среднем Западе, была основана в 1842 году.
В 1850-х годах местный житель Себастьян Лей посадил многочисленные клены вдоль авеню Индиана и Мичиган, благодаря чему впоследствии Ла-Порт получит неофициальное прозвище «Кленовый город».
Здание окружного суда было построено в 1890-х годах и является одним из исторических памятников Ла-Порта.
Город-побратим: Грейнджмут (Шотландия).

## География
Ла-Порт расположен на северо-западе штата Индиана, к востоку от города Гэри и к западу от Саут-Бенда. Через Ла-Порт проходит федеральная автомагистраль.
Согласно данным Бюро переписи населения США, общая площадь города составляет 12,37 квадратных миль (32,04 км2), из которых 0,71 квадратных миль (1,84 км2 или 5,74%) покрыто водой.